# 大釜駅
大釜駅（おおかまえき）は、岩手県滝沢市篠木にある、東日本旅客鉄道（JR東日本）田沢湖線の駅である。
事務管コードは▲210202。

## 歴史
- 1921年（大正10年）6月25日：鉄道省（のちに日本国有鉄道）橋場軽便線の駅として開業[2]。
- 1922年（大正11年）9月2日：路線名の改称に伴い、橋場線の駅となる[2]。
- 1966年（昭和41年）10月20日：路線の改編に伴い、田沢湖線の駅となる[2]。
- 1962年（昭和37年）4月1日：貨物の取り扱いを廃止[2]。
- 1982年（昭和57年）11月15日：荷物の扱いを廃止[4]。駅員無配置駅となり[5]、簡易委託化。
- 1987年（昭和62年）4月1日：国鉄分割民営化により、東日本旅客鉄道（JR東日本）の駅となる[2]。
- 2000年（平成12年）3月：駅舎建て替え工事が完了。同時にコミュニティーセンター施設が完成。
- 2018年（平成30年）4月1日：滝沢市による乗車券委託販売（簡易委託）の受託を解除し、終日無人化[6]。同時に雫石駅の業務委託化に伴い、盛岡駅管理となる。
- 2019年（令和元年）
  - 10月26日 - 31日：線路切り替え工事を実施。下り1番線が撤去され、翌11月1日から新1番線として、上り1番線の運用が開始された[報道 1][7]。
  - 12月15日：新幹線融雪装置の使用を開始[新聞 1][報道 2]。
- 2020年（令和2年）4月25日：下りホームが拡幅され、全ての列車が跨線橋を渡らずに利用可能となる[報道 2]。
- 2023年（令和5年）5月27日：ICカード「Suica」の利用が可能となる[報道 3][報道 4]。
- 2024年（令和6年）10月1日：えきねっとQチケのサービスを開始[1][報道 5]。

### 融雪設備設置の経緯
秋田新幹線の冬季における安定輸送向上を目的に、当駅へ融雪設備が設置されることが決まり、改良工事が行われた。既存の本線ホームの北側に新しい上り線（新・上り1番線）と上りホームを設置し、ここに融雪設備を設けた。2018年（平成30年）5月下旬ごろから工事に着手し、2019年（令和元年）10月26日から31日にかけて切り替え工事を行い、2019年（令和元年）11月1日より新しい上り線の供用を開始した。その後既存の待避線にあたる下り副本線と下りホームを撤去し、現行の本線に沿って新しい下りホームが整備された。融雪装置は同年12月15日より稼働を開始し、噴射要否判断および機器操作は盛岡新幹線車両センターにて遠隔で実施している。
なお、2019年（令和元年）10月下旬の切り替え工事期間中は当駅での交換が不可能となっていたため、中規模のダイヤ変更が行われた。具体的には、当駅で行っている「こまち」同士の交換は盛岡駅で行い、当該の下り「こまち」については仙台駅で切り離しを行っていた（盛岡で上り列車待ち合わせをする「こまち」に合わせて「はやぶさ」が長時間停車にならないように、併結していた「はやぶさ」が盛岡で「こまち」を追い越す。上り列車は盛岡駅連結で変更なし）。
2020年（令和2年）4月25日には、下りホームが拡幅され、全ての列車が跨線橋を渡らずに利用することが可能となった。

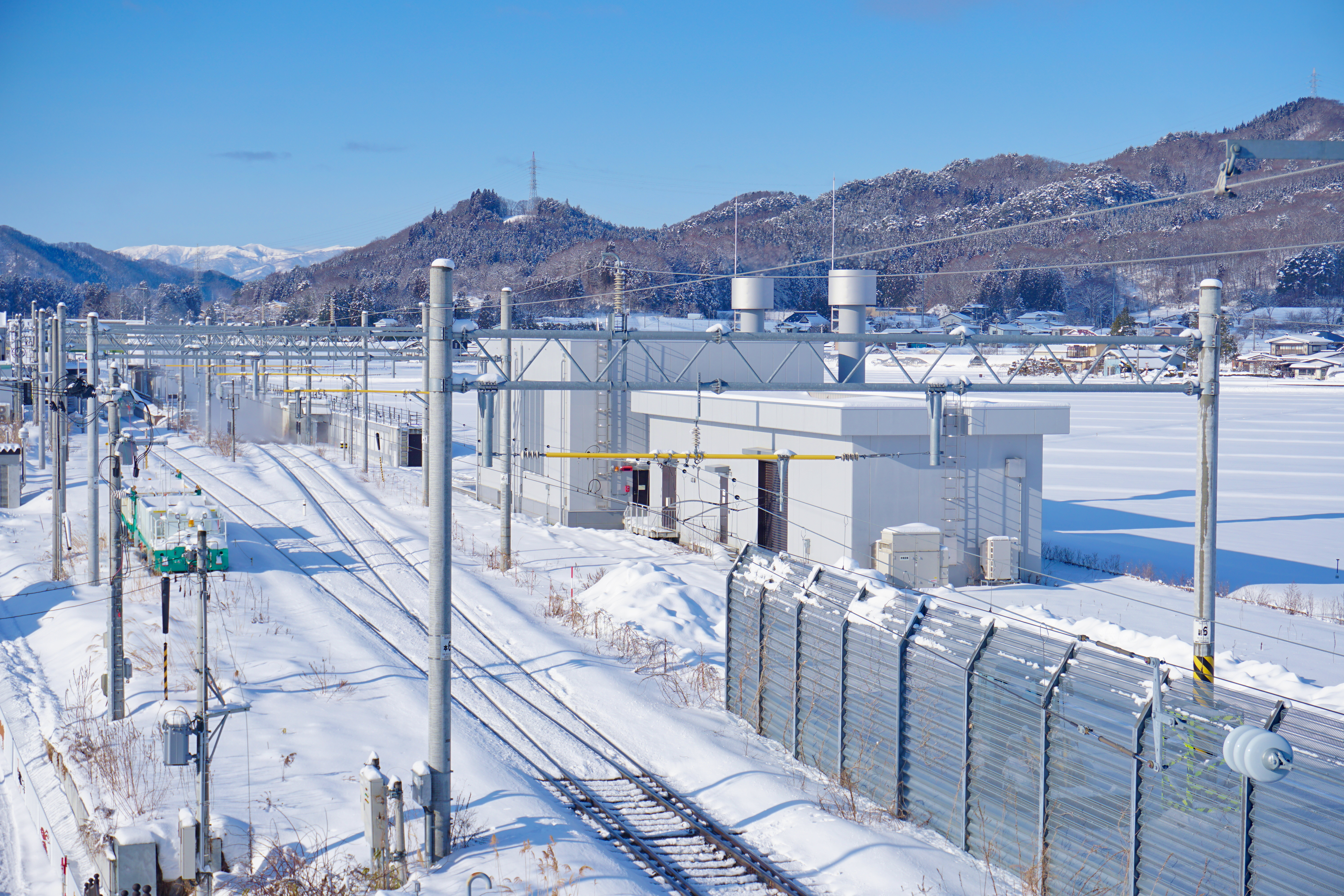
大釜駅融雪装置全景（2023年2月）
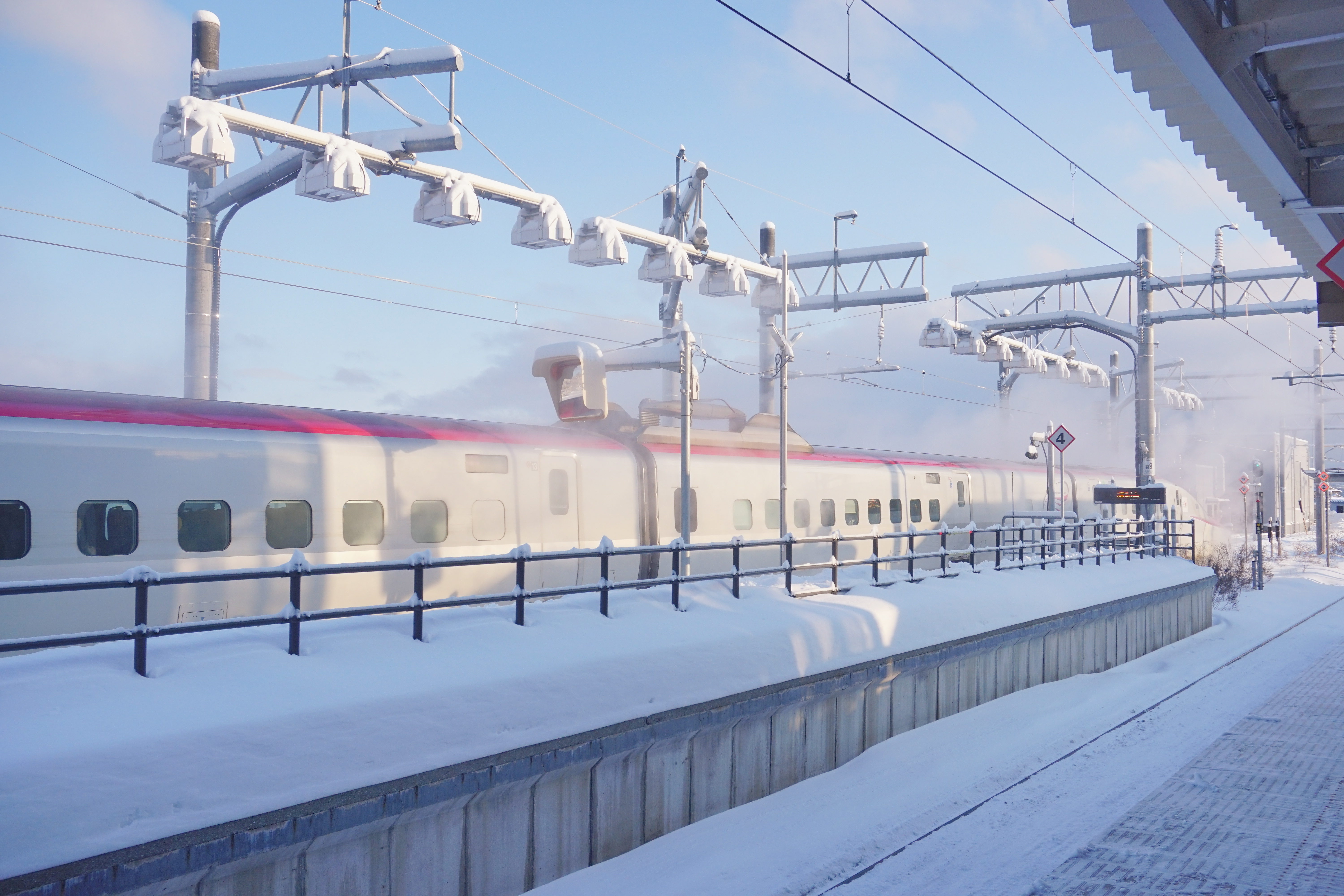
融雪装置から温水噴霧を受ける車両（2023年2月）

## 駅構造
単式ホーム2面2線を有する地上駅である。駅舎と2番線ホームは跨線橋で連絡している。
秋田新幹線開業当初は、駅舎側に側線である1番線（下り1番線）が、反対側に本線である2番線があり、相対式ホームであった。
2018年（平成30年）5月下旬ごろから、秋田新幹線の冬季における安定輸送向上を目的に耐雪装置設置などの駅改良工事を実施しており、2019年（令和元年）10月26日から31日の間に線路切り替えを行い、下り1番線を撤去して、本線ホームの反対側に新たな1番線となる上り1番線を設置した。また、駅舎側1番ホームを下り1番線跡まで拡幅し、本線を駅舎側から乗降するようにして新1番ホームとした。旧2番ホーム側には柵が立てられ閉鎖され、上り1番線に乗降するホームを新2番ホームとしている。同年12月15日に、融雪装置の使用を開始している。
盛岡駅管理の無人駅で、簡易Suica改札機が設置されている。2018年（平成30年）3月までは、雫石駅管理の簡易委託駅（たきざわマイレールサークル大釜駅会受託）であった。
駅舎には滝沢市の大釜駅前コミュニティセンターが併設されており、待合室として利用できる。1階に事務室と談話室、2階に集会室と学童保育クラブがある。簡易委託駅であった当時は、事務室窓口にてきっぷの発売を行っていた。現在も出札窓口跡がそのまま事務室の窓口として使用されている。

### のりば
| 番線 | 路線      | 方向 | 行先             |
| ---- | --------- | ---- | ---------------- |
| 1・2 | ■田沢湖線 | 上り | 盛岡方面         |
| 1・2 | ■田沢湖線 | 下り | 田沢湖・角館方面 |

- 2番線は一部の列車のみ発着する。

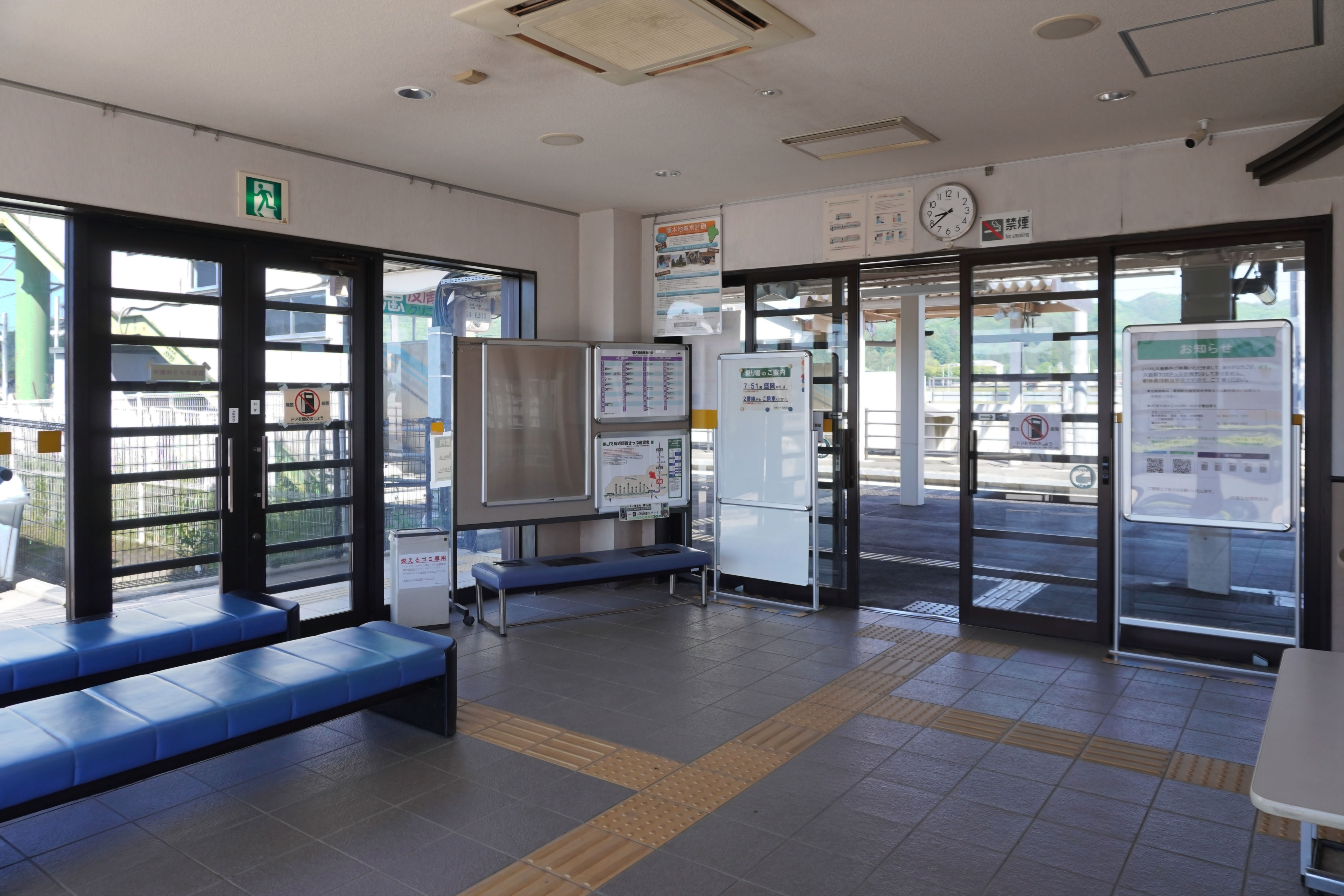
駅舎内（2024年5月）
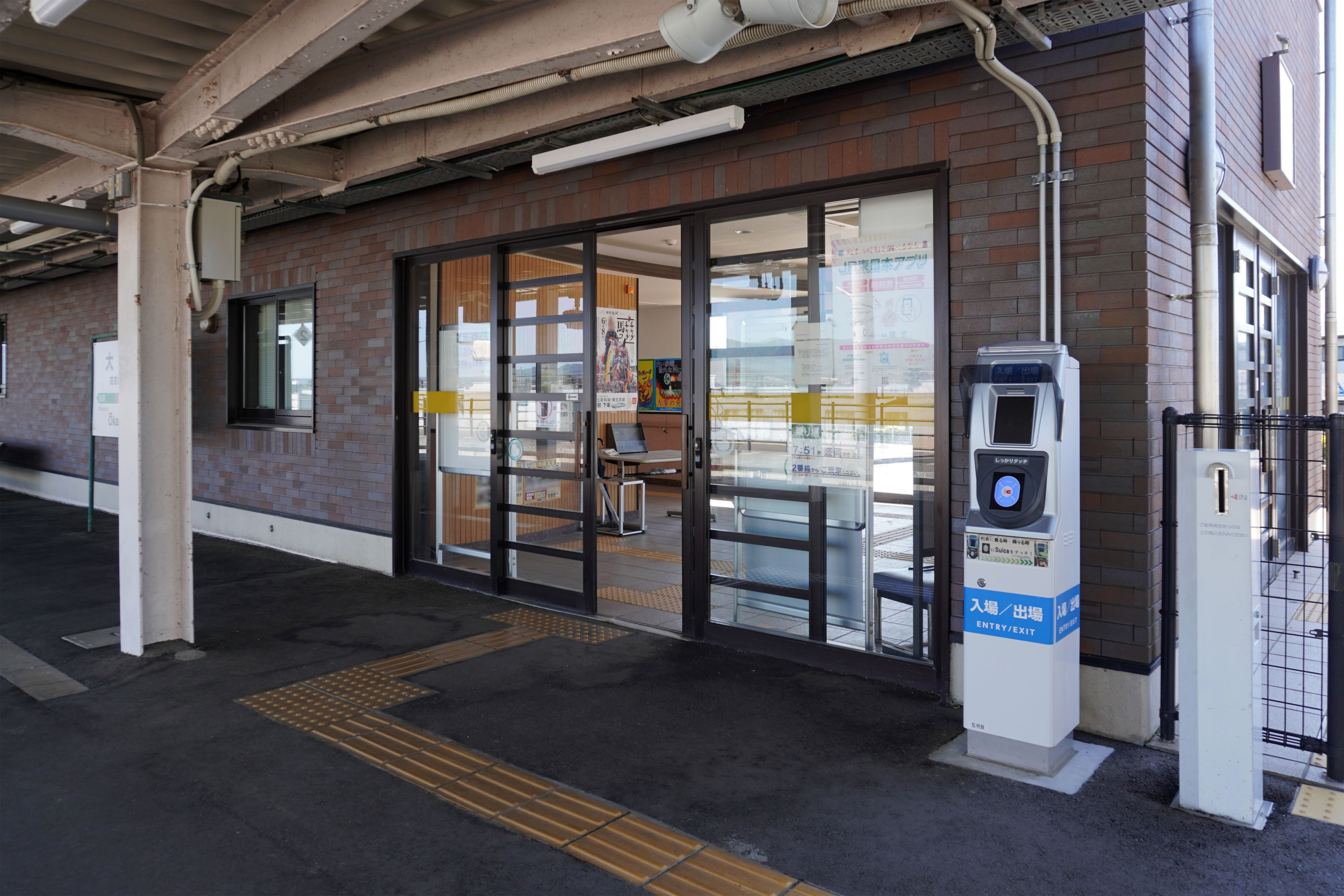
簡易Suica改札機（2024年5月）
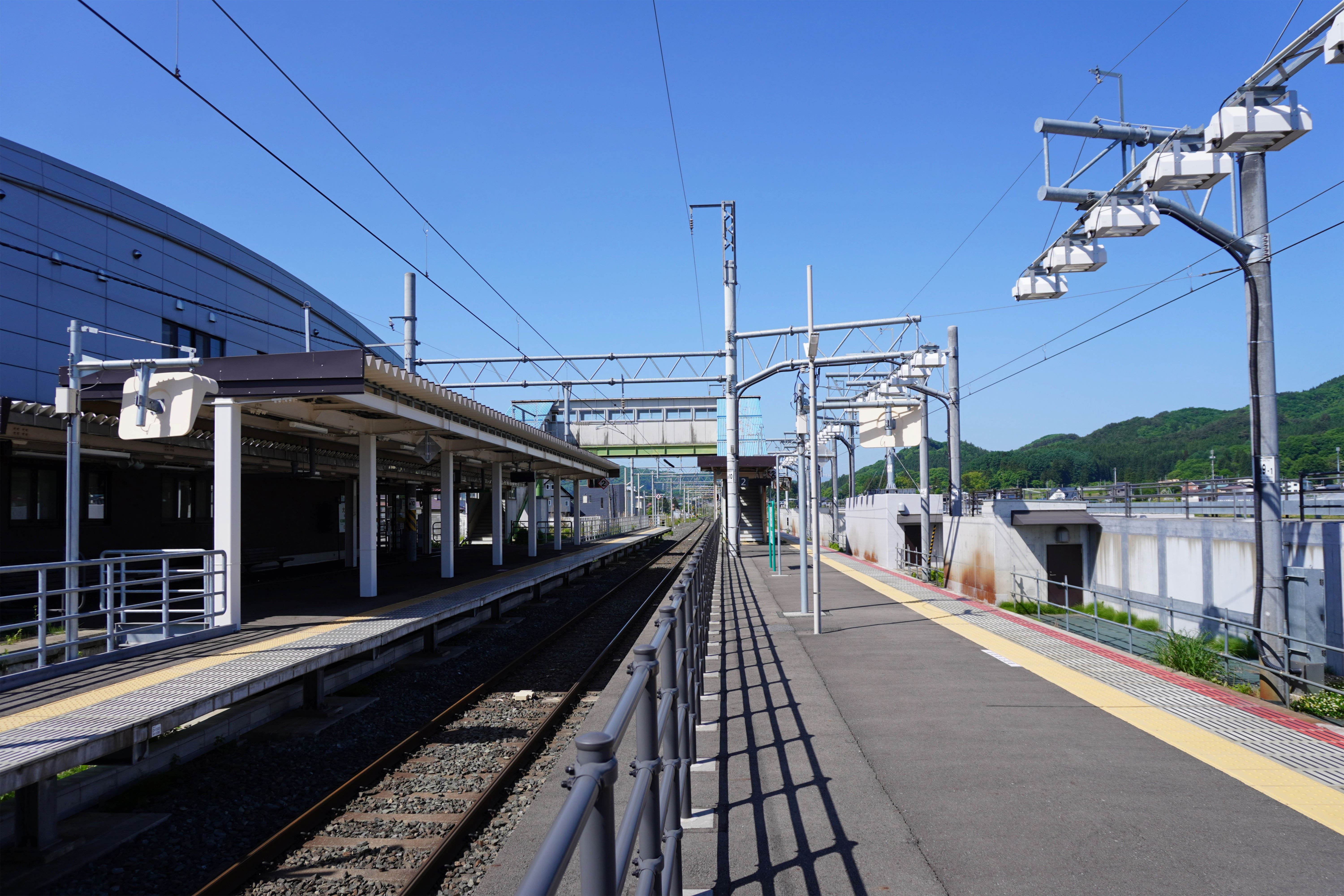
ホーム（2024年5月）

## 利用状況
JR東日本によると、2000年度（平成12年度） - 2017年度（平成29年度）の1日平均乗車人員の推移は以下のとおりであった。
| 1日平均乗車人員推移 | 1日平均乗車人員推移 | 1日平均乗車人員推移 | 1日平均乗車人員推移 | 1日平均乗車人員推移 |
| 年度                | 定期外              | 定期                | 合計                | 出典                |
| ------------------- | ------------------- | ------------------- | ------------------- | ------------------- |
| 2000年（平成12年）  |                     |                     | 489                 | [ 利用客数 1 ]      |
| 2001年（平成13年）  |                     |                     | 493                 | [ 利用客数 2 ]      |
| 2002年（平成14年）  |                     |                     | 488                 | [ 利用客数 3 ]      |
| 2003年（平成15年）  |                     |                     | 513                 | [ 利用客数 4 ]      |
| 2004年（平成16年）  |                     |                     | 531                 | [ 利用客数 5 ]      |
| 2005年（平成17年）  |                     |                     | 555                 | [ 利用客数 6 ]      |
| 2006年（平成18年）  |                     |                     | 562                 | [ 利用客数 7 ]      |
| 2007年（平成19年）  |                     |                     | 524                 | [ 利用客数 8 ]      |
| 2008年（平成20年）  |                     |                     | 521                 | [ 利用客数 9 ]      |
| 2009年（平成21年）  |                     |                     | 529                 | [ 利用客数 10 ]     |
| 2010年（平成22年）  |                     |                     | 533                 | [ 利用客数 11 ]     |
| 2011年（平成23年）  |                     |                     | 537                 | [ 利用客数 12 ]     |
| 2012年（平成24年）  | 93                  | 424                 | 518                 | [ 利用客数 13 ]     |
| 2013年（平成25年）  | 89                  | 427                 | 517                 | [ 利用客数 14 ]     |
| 2014年（平成26年）  | 84                  | 412                 | 496                 | [ 利用客数 15 ]     |
| 2015年（平成27年）  | 85                  | 398                 | 484                 | [ 利用客数 16 ]     |
| 2016年（平成28年）  | 83                  | 387                 | 470                 | [ 利用客数 17 ]     |
| 2017年（平成29年）  | 84                  | 384                 | 468                 | [ 利用客数 18 ]     |

## 駅周辺
- 滝沢市立篠木小学校
- 滝沢市多目的研修センター
- 滝沢大釜簡易郵便局
- 県道130号大釜停車場線
- 県道16号盛岡環状線
- 国道46号

## 隣の駅
東日本旅客鉄道（JR東日本）
■田沢湖線
前潟駅 - 大釜駅 - 小岩井駅

### 記事本文
1. 1 2 3 4 5  「駅の情報（大釜駅）：JR東日本」東日本旅客鉄道。2024年8月29日時点のオリジナルよりアーカイブ。2024年9月1日閲覧。
2. 1 2 3 4 5 6  石野哲 編『停車場変遷大事典 国鉄・JR編 Ⅱ』（初版）JTB、1998年10月1日、495-496頁。ISBN 978-4-533-02980-6。
3. ↑  日本国有鉄道旅客局（1984）『鉄道・航路旅客運賃・料金算出表 昭和59年4月20日現行』。
4. ↑  「日本国有鉄道公示第168号」『官報』1982年11月13日。
5. ↑  「「通報」●北上線岩沢駅ほか23駅の駅員無配置について（旅客局）」『鉄道公報』日本国有鉄道総裁室文書課、1982年11月13日、8頁。
6. ↑  「大釜駅での切符の発売 3月31日で終了します」『広報たきざわ』（PDF）962号、滝沢市企画政策課、2018年3月1日、19頁。オリジナルの2021年4月6日時点におけるアーカイブ。
7. 1 2 3  「JR東日本、大釜駅の線路切替工事で東北・秋田新幹線など時刻変更」『マイナビニュース』マイナビ、2019年7月27日。
8. 1 2  「JR東日本：駅構内図・バリアフリー情報（大釜駅）」東日本旅客鉄道。2024年4月28日閲覧。

#### 報道発表資料
1. 1 2 3 4  「田沢湖線大釜駅融雪装置新設に伴う列車の運転計画について (PDF)」（プレスリリース）、東日本旅客鉄道盛岡支社／秋田支社／東北工事事務所、2019年7月25日。2019年12月12日時点のオリジナル (PDF)よりアーカイブ。2021年4月6日閲覧。
2. 1 2 3 4  「大釜駅融雪装置の稼働実績について (PDF)」（プレスリリース）、東日本旅客鉄道盛岡支社、2020年4月24日。2020年4月25日時点のオリジナル (PDF)よりアーカイブ。2020年4月25日閲覧。
3. ↑  「2023年5月27日（土）北東北3エリアでSuicaがデビューします！ (PDF)」（プレスリリース）、東日本旅客鉄道盛岡支社／東日本旅客鉄道秋田支社、2022年12月12日。2022年12月12日閲覧。
4. ↑  「北東北3県におけるSuicaご利用エリアの拡大について ～2023年春以降、青森・岩手・秋田の各エリアでSuicaをご利用いただけるようになります～ (PDF)」（プレスリリース）、東日本旅客鉄道、2021年4月6日。2021年4月6日閲覧。
5. ↑  「Suicaエリア外もチケットレスで! 東北エリアから「えきねっとQチケ」がはじまります (PDF)」（プレスリリース）、東日本旅客鉄道、2024年7月11日。2024年8月11日閲覧。

#### 新聞記事
1. ↑  「新幹線融雪装置を初導入 JR盛岡支社、大釜駅で15日開始」『岩手日報』岩手日報社、2019年12月13日。オリジナルの2019年12月13日時点におけるアーカイブ。

### 利用状況
1. ↑  「JR東日本：各駅の乗車人員（2000年度）」東日本旅客鉄道。2025年7月10日閲覧。
2. ↑  「JR東日本：各駅の乗車人員（2001年度）」東日本旅客鉄道。2025年7月10日閲覧。
3. ↑  「JR東日本：各駅の乗車人員（2002年度）」東日本旅客鉄道。2025年7月10日閲覧。
4. ↑  「JR東日本：各駅の乗車人員（2003年度）」東日本旅客鉄道。2025年7月10日閲覧。
5. ↑  「JR東日本：各駅の乗車人員（2004年度）」東日本旅客鉄道。2025年7月10日閲覧。
6. ↑  「JR東日本：各駅の乗車人員（2005年度）」東日本旅客鉄道。2025年7月10日閲覧。
7. ↑  「JR東日本：各駅の乗車人員（2006年度）」東日本旅客鉄道。2025年7月10日閲覧。
8. ↑  「JR東日本：各駅の乗車人員（2007年度）」東日本旅客鉄道。2025年7月10日閲覧。
9. ↑  「JR東日本：各駅の乗車人員（2008年度）」東日本旅客鉄道。2025年7月10日閲覧。
10. ↑  「JR東日本：各駅の乗車人員（2009年度）」東日本旅客鉄道。2025年7月10日閲覧。
11. ↑  「JR東日本：各駅の乗車人員（2010年度）」東日本旅客鉄道。2025年7月10日閲覧。
12. ↑  「JR東日本：各駅の乗車人員（2011年度）」東日本旅客鉄道。2025年7月10日閲覧。
13. ↑  「JR東日本：各駅の乗車人員（2012年度）」東日本旅客鉄道。2025年7月10日閲覧。
14. ↑  「各駅の乗車人員 2013年度 ベスト100以外（7）：JR東日本」東日本旅客鉄道。2025年7月10日閲覧。
15. ↑  「各駅の乗車人員 2014年度 ベスト100以外（7）：JR東日本」東日本旅客鉄道。2025年7月10日閲覧。
16. ↑  「各駅の乗車人員 2015年度 ベスト100以外（7）：JR東日本」東日本旅客鉄道。2025年7月10日閲覧。
17. ↑  「各駅の乗車人員 2016年度 ベスト100以外（7）：JR東日本」東日本旅客鉄道。2025年7月10日閲覧。
18. ↑  「各駅の乗車人員 2017年度 ベスト100以外（7）：JR東日本」東日本旅客鉄道。2025年7月10日閲覧。